# マグヌス・リンドベルイ
マグヌス・リンドベルイ（Magnus Lindberg，1958年6月27日 - ）は、フィンランドの現代音楽の作曲家、ピアニスト。

## 経歴
現代音楽の振興と宣伝を目的としたグループ「耳を開け！」 (Korvat auki!)のメンバーとして活躍。彼のほか、カイヤ・サーリアホやエサ＝ペッカ・サロネンらがこのグループのメンバーであった。1986年にインターナショナル・ロストラム・オブ・コンポーザーズで第1位受賞後、国際的な委嘱に恵まれた活動を精力的に行っている。
1994年6月11日にはサントリーホール国際作曲委嘱シリーズNo.18として『オーラ　W.ルトスワフスキの思い出のために』が、東京のサントリーホールで初演された。

## 関連文献
- Howell, Tim. 2006. After Sibelius: Studies in Finnish Music, Chapter 9, pp. 231–262. Aldershot and Vermont: Ashgate Publishing, Ltd. ISBN 978-0-7546-5177-2
- Nieminen, Risto. 1993. Magnus Lindberg. Paris: Ircam, Centre Georges-Pompidou. ISBN 978-2-85850-732-0
- Sosa, Takemi (2018). Magnus Lindberg: Musical Gesture and Dramaturgy in Aura and the Symphonic Triptych (Ph.D. thesis). Acta Semiotica Fennica, LIII. University of Helsinki. ISBN 978-951-51-4187-3. ISSN 1235-497X.
- Stenius, Caterina. 2006. Chaconne: En bok om Magnus Lindberg och den nya musiken. Med verkförteckning av Risto Nieminen. Helsinki: Söderströms. ISBN 951-52-2356-3 (in Swedish)